# Dinosaur (album)
Albums de Dinosaur Jr.
You're Living All Over Me
(1987)
Singles
1. Repulsion
Sortie : 1985

Dinosaur est le premier album studio du groupe américain Dinosaur Jr., sorti en 1985.

## Contexte
Après la séparation de leur premier groupe Deep Wound en 1984, J Mascis et Lou Barlow lancent un nouveau projet, avec l’idée de composer de la musique country « perce-tympans » (« ear-bleeding country »). Mascis, jusque-là batteur mais désireux de devenir frontman, occupe le poste de guitariste. Le batteur Emmett Jefferson Murphy III (« Murph ») complète le trio qui se baptise d’abord Mogo, puis Dinosaur. Gerard Cosloy d'Homestead Records offre immédiatement au groupe la somme de 500 dollars pour l'enregistrement d'un album. Celui-ci a lieu dans un studio de Northampton, dans le Massachusetts. Tous les titres sont écrits et composés par J Mascis, mais c'est Lou Barlow qui assure l'essentiel du chant.

## L'album
Baptisé Dinosaur, l'album est publié en 1985. Il s'agit d'un album éponyme car le groupe n'a pas encore ajouté le suffixe « Jr. » à son nom. L'album mélange les styles musicaux : noise rock, rock gothique, punk hardcore, country rock, metal et garage rock. Il se vend à 1 500 exemplaires l'année de sa sortie.
Dinosaur prend ses repères sur les scènes locales du Massachusetts mais se fait rapidement bannir de la plupart des clubs en raison d’un volume sonore trop élevé, entraînant le départ du public, voire des réactions hostiles. L’accueil qui leur est réservé à New York est beaucoup plus positif, le groupe se fait remarquer par Thurston Moore et Kim Gordon lors d’un concert en première partie de Big Black, à Hoboken.
En septembre 1986, le groupe effectue une tournée de deux semaines dans le Midwest avec Sonic Youth.
En 2005, l'album est réédité par le label Merge,.

## Liste des titres
Tous les titres sont écrits et composés par J Mascis.
1. Forget the Swan (5:09)
2. Cats in a Bowl (3:35)
3. The Leper (4:04)
4. Does It Float (3:18)
5. Pointless (2:47)
6. Repulsion (3:04)
7. Gargoyle (2:11)
8. Severed Lips (4:02)
9. Mountain Man (3:29)
10. Quest (4:27)

Deux titres supplémentaires figurent sur la réédition de 2005 :
1. Bulbs of Passion (4:16)
2. Does It Float (Live) (3:53)

## Musiciens
- J Mascis - chant, guitare électrique, tom, cymbale
- Lou Barlow - chant, basse
- Murph - batterie